# Roodkeelmiervogel
De roodkeelmiervogel (Gymnopithys rufigula) is een zangvogel uit de familie Thamnophilidae (miervogels).

## Verspreiding en leefgebied
Deze soort komt voor in het noorden van Zuid-Amerika en telt drie ondersoorten:
- G. r. pallidus: zuidelijk Venezuela.
- G. r. pallidigula: de tepuis van uiterst zuidwestelijk Venezuela.
- G. r. rufigula: oostelijk Venezuela, de Guyana's en noordoostelijk Brazilië.

## Status
De grootte van de populatie is niet gekwantificeerd maar de soort wordt omschreven als vrij algemeen. Op de Rode lijst van de IUCN heeft deze soort de status niet bedreigd.